# Variedades de Ciencias, Literatura y Artes
Variedades de Ciencias, Literatura y Artes (abreviado Varied. Ci.) fue una revista con ilustraciones y descripciones botánicas que fue editada en España desde el año 1803 hasta 1805.